# División de Honor de Bolo Palma 2022
La División de Honor de Bolo Palma Rucecan 2022 es la 14.ª edición de la División de Honor de Bolo Palma, máxima categoría a nivel nacional, organizada por la Federación Cántabra de bolos.

## Equipos participantes
Los equipos participantes son:
| Equipo                            | Ciudad            |
| --------------------------------- | ----------------- |
| Andros La Serna Valle de Iguña    | Valle de Iguña    |
| Camargo El Pendo                  | Camargo           |
| Casa Sampedro                     | Torrelavega       |
| Hnos. Borbolla Villa de Noja      | Noja              |
| J.V. Oruña JCT Paraíso del Pas    | Piélagos          |
| José Cuesta                       | Reocín            |
| La Ermita Cantabria Casar Periedo | Casar de Periedo  |
| Los Remedios                      | El Astillero      |
| Mali Jardinería La Encina         | Piélagos          |
| Peñacastillo Anievas Mayba        | Santander         |
| Pontejos Nereo Hnos.              | Marina de Cudeyo  |
| Ribamontán al Mar Const. Cárcoba  | Ribamontán al Mar |
| Riotuerto Sobaos Los Pasiegos     | Riotuerto         |
| Torrelavega Siec                  | Torrelavega       |

## Clasificación
|                                      | Peña                              | Puntos | J  | G  | E  | P  | CF | CC | DC  |
| ------------------------------------ | --------------------------------- | ------ | -- | -- | -- | -- | -- | -- | --- |
| 1                                    | Peñacastillo Anievas Mayba        | 41     | 26 | 17 | 7  | 2  | 93 | 49 | 44  |
| 2                                    | Andros La Serna Valle de Iguña    | 39     | 26 | 17 | 5  | 4  | 90 | 48 | 42  |
| 3                                    | Camargo El Pendo                  | 35     | 26 | 15 | 5  | 6  | 83 | 57 | 26  |
| 4                                    | Hnos. Borbolla Villa de Noja      | 34     | 26 | 14 | 6  | 6  | 79 | 62 | 17  |
| 5                                    | Ribamontán Mar Const. Cárcoba     | 32     | 26 | 13 | 6  | 7  | 79 | 62 | 17  |
| 6                                    | Riotuerto Sobaos Los Pasiegos     | 29     | 26 | 9  | 11 | 6  | 77 | 69 | 8   |
| 7                                    | Casa Sampedro                     | 29     | 26 | 12 | 5  | 9  | 75 | 67 | 8   |
| 8                                    | La Ermita Cantabria Casar Periedo | 22     | 26 | 7  | 8  | 11 | 64 | 75 | -11 |
| 9                                    | José Cuesta                       | 20     | 26 | 5  | 10 | 11 | 66 | 81 | -15 |
| 10                                   | Los Remedios                      | 20     | 26 | 7  | 6  | 13 | 61 | 77 | -16 |
| 11                                   | Torrelavega Siec                  | 19     | 26 | 6  | 7  | 13 | 67 | 79 | -12 |
| 12                                   | Mali Jardinería La Encina         | 19     | 26 | 6  | 7  | 13 | 60 | 81 | -21 |
| 13                                   | Pontejos Nereo Hnos.              | 16     | 26 | 4  | 8  | 14 | 57 | 86 | -29 |
| 14                                   | J.V. Oruña JCT Paraíso del Pas    | 9      | 26 | 4  | 1  | 21 | 35 | 93 | -58 |
| Fuente: Federación Cántabra de bolos |                                   |        |    |    |    |    |    |    |     |

J: Jugados G: Ganados E: Empatados P: Perdidos CF: Chicos a favor CC: Chicos en contra DC: Diferencia de chicos